# Північна Корона

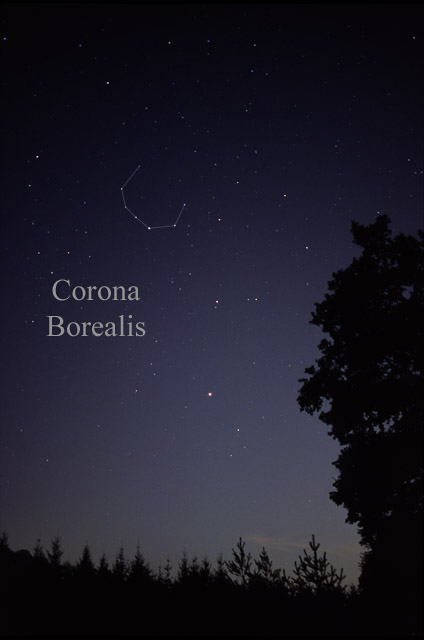
Північна Корона неозброєним оком.

Півні́чна Коро́на (лат. Corona Borealis) — невелике за площею сузір'я північної півкулі неба. Найкращі умови для спостережень ввечері протягом червня — серпня.

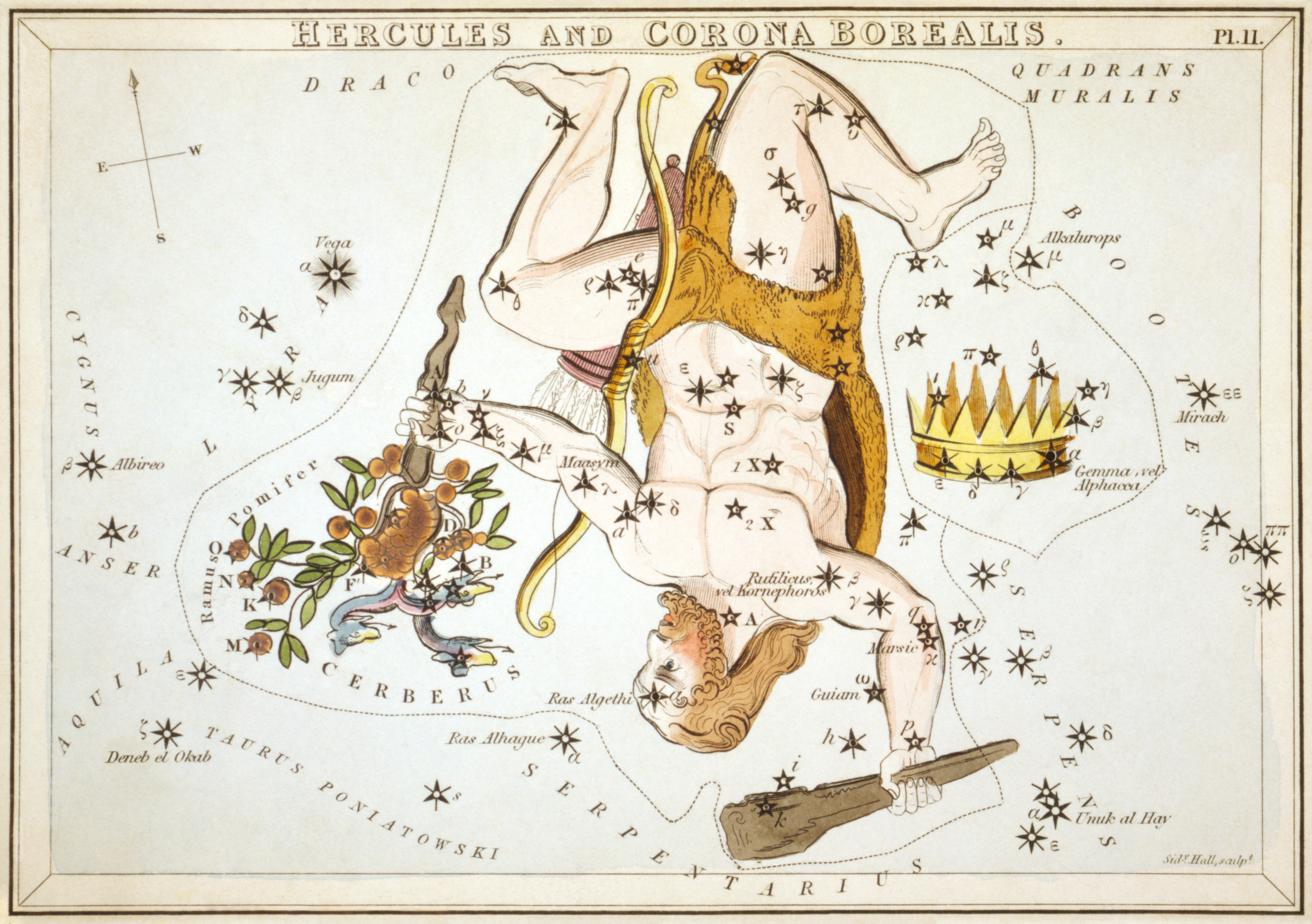
Сузір'я Геркулеса та Північної Корони із «Дзеркала Уранії», набору тематичних карток, опублікованого в Лондоні, бл. 1825 року.

## Історія
Стародавнє сузір'я. Включене до каталогу зоряного неба Альмагест давньогрецького астронома Клавдія Птолемея ще у II столітті.
Стародавні араби називали цю групу зір аль-Факка, «розірване», оскільки уявляли її як незамкнене кільце.

## Зорі
Найяскравіша зоря Північної Корони — Альфа Північної Корони (2,2m), відома також під назвами Гемма, Альфекка та Гнозія.
Також у сузір'ї розташована змінна зоря R Північної Корони, яка є прототипом класу змінних зір.